# Doerpfeldia
Doerpfeldia é um género botânico pertencente à família Rhamnaceae.